# Blevaincourt
Blevaincourt è un comune francese di 111 abitanti situato nel dipartimento dei Vosgi nella regione del Grand Est.

## Società

### Evoluzione demografica
Abitanti censiti